# Fall Martin
Fall Martin war ein Plan, der von Feldmarschall Gerd von Rundstedt Ende 1944 während des Zweiten Weltkriegs erstellt wurde. Der Plan sah einen Doppelangriff gegen die alliierten Streitkräfte in Ostbelgien und Luxemburg vor.
Von Rundstedt schuf Martin als weniger ehrgeizige Alternative zum Wacht am Rhein im Gegensatz zu Adolf Hitlers Plan, Antwerpen zu erobern und alle alliierten Streitkräfte in Belgien und den Niederlanden einzukesseln. Feldmarschall Walter Model, Befehlshaber der Heeresgruppe B, hatte einen ähnlichen Plan ausgearbeitet, Unternehmen Herbstnebel, und er und Rundstedt vereinigten ihre Pläne, um Hitler eine gemeinsame „kleine Lösung“ vorlegen zu können. Dieser Plan wurde von Hitler abgelehnt, und die weitausgreifende große Lösung wurde als Unternehmen Wacht am Rhein umgesetzt (siehe Ardennenoffensive).